# Valerianella microcarpa
Valerianella microcarpa é uma espécie de planta com flor pertencente à família Valerianaceae. 
A autoridade científica da espécie é Loisel., tendo sido publicada em Votice sur les plantes à ajouter a la flore de France 151. 1810.
O seu nome comum é alface-brava-de-semente-miúda.

## Portugal
Trata-se de uma espécie presente no território português, nomeadamente em Portugal Continental e no Arquipélago da Madeira.
Em termos de naturalidade é nativa das duas regiões atrás indicadas.

## Protecção
Não se encontra protegida por legislação portuguesa ou da Comunidade Europeia.